# Ludwig Aaron Gans
Ludwig Aaron Gans – parfois orthographié Ludwig Ahron Gans – (7 juillet 1794, Celle – 27 juin 1871, Francfort-sur-le-Main) est un entrepreneur allemand, cofondateur de la société Leopold Cassella & Co.

## Biographie
Ludwig Ahron Gans, fils de Philipp Ahron Gans et de Fanny Hanau, est issu de la famille Gans, famille de commerçants juifs vivant à Celle depuis plus de 150 ans.
En 1814, le conseil municipal de Celle refuse d'accorder un permis de commerce aux jeunes commerçants juifs. Gans use alors de ses relations familiales pour trouver un nouveau lieu d'exercice, et choisit Francfort.
Il est accueilli par la famille Goldschmidt dans la Ghetto de Francfort et, en 1814, il entre comme apprenti dans le magasin d'épices Cassel & Reiss codétenu par David Löb Cassel (1766-1847), frère de Madame Goldschmidt. Ce dernier avait par ailleurs obtenu la citoyenneté de Francfort en 1812, et avait alors pris officiellement le nom de Leopold Cassella.
En 1820, Ludwig Ahron Gans devient « Prokurist » de la société désormais appelée « Leopold Cassella & Comp » et qui avait étendu son activité à la vente de colorants.
En 1828, il épouse Rosette Goldschmidt (1805-1868), nièce et fille adoptive de Leopold Cassella (marié à Nannette Reiss), et devient la même année associé de la société. Il en deviendra en 1847, à la mort de Cassella, l'unique propriétaire. Le couple aura six enfants :  Henriette (Heidelbach), Marianne (Löwengard), Friedrich (Fritz) Ludwig, Pauline (Weinberg), Adolf et Leo Gans.
Le fils aîné, Friedrich Ludwig von Gans, entre en 1847 dans l'entreprise comme apprenti. Il se convertira au christianisme en 1885 et sera anobli en 1912. En 1870, Leo Gans, fils cadet et chimiste, fonde avec le chimiste August Leonhardt et Bernhard Weinberg, époux de sa sœur Pauline, la Frankfurter Anilinfarbenfabrik von Gans und Leonhardt (« fabrique francfortoise de colorants d'aniline de Gans et Leonhardt »), qui sera des années plus tard fusionnée à la Cassella.
Ludwig Ahron Gans meurt le 27 juin 1871 et est enterré au vieux cimetière juif de la Rat-Beil-Strasse (de) à Francfort,